# 74 (číslo)
Sedmdesát čtyři je přirozené číslo. Následuje po číslu sedmdesát tři a předchází číslu sedmdesát pět. Řadová číslovka je sedmdesátý čtvrtý nebo čtyřiasedmdesátý. Římskými číslicemi se zapisuje LXXIV.

## Matematika
74 je:
- součet dvou druhých mocnin: 74 = 72 + 52
- bezčtvercové celé číslo
- nešťastné číslo

## Chemie
- 74 je atomové číslo wolframu, stabilní izotop s tímto neutronovým číslem má 5 prvků (cín, tellur, jod, xenon a baryum); a nukleonové číslo nejběžnějšího izotopu germania.[1]

## Kosmonautika
- STS-74 byla mise raketoplánu Atlantis, která byla součástí americko-ruského programu Shuttle-Mir. Cílem letu bylo druhé setkání raketoplánu s ruskou orbitální stanicí Mir a připojení (stykového modulu). Modul se stal trvalou součástí komplexu.

## Roky
- 74
- 74 př. n. l.
- 1974